# Geuceu Meunara
Geuceu Meunara is een bestuurslaag in het regentschap Banda Aceh van de provincie Atjeh, Indonesië. Geuceu Meunara telt 2441 inwoners (volkstelling 2010).